# 郡司洋
郡司 洋（ぐんじ ひろし 1935年11月10日〜2007年10月14日 享年71）は日本のプロゴルファー。栃木県那須湯本出身。栃木県立黒磯高校卒業。身長164cm、血液型A型。

## 生涯
学生時代、名門那須ゴルフクラブにてアルバイトキャディをしていた頃、台湾の陳清水プロの引き玉（バックスピン）を目の当たりにして驚愕し、ゴルフのプロになる事を決意する。当時、千葉カントリークラブの建設に携わっていた清水建設の清水陽之助に声を掛けられ上京。24歳でプロテストに合格し、千葉カントリークラブ創設以来50年に渡り所属ヘッドプロとして活躍。
現役のトーナメントプロでありながら多数のプロゴルファーを育てた事でも有名。弟子の中では、横島由一(13勝）、1999年賞金女王となった村口史子(7勝)、全米オープン出場の増田伸洋(2勝)、他十数名。村口史子との師弟関係は業界でも知られている。
後半はプロゴルフ協会の理事として協会の運営に尽力した。特にプロゴルフ協会の法人化に力を入れ、成功させた。横浜ゴム㈱のゴルフ事業PRGRブランドの開発に協力。
| スタブアイコン | サブスタブ | この項目は、まだ閲覧者の調べものの参照としては役立たない、スポーツ関係者に関連した書きかけの項目です。この項目を加筆・訂正などしてくださる協力者を求めています（P:スポーツ/PJ:スポーツ人物伝）。 |